# قصر السلام (جدة)
قصر السلام، قصر ملكي سعودي في جدة، يعد من أهم القصور الملكية السعودية، وهو مقر الديوان الملكي ومقر انعقاد مجلس الوزراء في جدة، وفيه تستقبل الوفود الزائرة.